# Panoplia di Dendra
La panoplia di Dendra è un raro esempio di equipaggiamento militare completo (panoplia) di età micenea rinvenuto nel sito archeologico di Dendra, nell'Argolide.
Si compone di un'armatura in lamine di bronzo, comprensiva di spallacci e barbozza a girocollo, e di un elmo a zanna di cinghiale.

## Contesto
Già prima della scoperta di questa panoplia diversi elementi di armature come corazze, paraspalle, pettorali e piastre di protezione risalenti alla fine del periodo miceneo erano stati rinvenuti a Tebe, mentre alcune bande di bronzo erano state trovate a Micene e Festo. Sempre a Micene e a Troia furono rinvenute scaglie bronzee appartenenti ad un'armatura: questo dimostra che nell'età micenea questo tipo di protezione era già ampiamente utilizzato in tutto il Mediterraneo orientale e nel Medio Oriente.

## Descrizione
Nel maggio 1960 degli archeologi svedesi rinvennero il primo esemplare di una corazza di bronzo battuto, della fine del XV secolo a.C., presso Dendra. Risalente al periodo tardo elladico l'armatura si compone di quindici lamine di bronzo separate e tenute insieme da cinghie di cuoio e proteggeva il guerriero dal collo alle ginocchia. La panoplia comprendeva anche schinieri e parabraccia. I pochi esempi di schinieri bronzei che ci sono giunti coprono solo una parte degli stinchi ed erano portati sopra a protezioni di lino, come viene raffigurato nell'arte tardo-micenea, sia per protezione che per dimostrazione del proprio status sociale, come ha ipotizzato Diane Fortenberry. Anche se possediamo solo una panoplia micenea completa, armature simili sono raffigurate negli ideogrammi delle tavolette in lineare B trovate a Cnosso (serie Sc), Pilo (serie Sh) e Tirinto (serie Si).
La corazza si compone di due parti, il petto e la schiena, unite sul lato sinistro da una cerniera. Sul lato destro della parte anteriore c'è un anello bronzeo e due anelli simili sono presenti su entrambe le spalle. Sopra alla corazza sono adattati due grandi spallacci, mentre due piastre triangolari proteggevano le ascelle del soldato quando teneva le braccia alzate. Inoltre è presente un grande collare: l'ideogramma in lineare B che simboleggia un'armatura di questo tipo dimostra chiaramente l'importanza di questa parte; d'altronde la particolare attenzione per la protezione del collo era una caratteristica tipica delle armature del vicino oriente. Per proteggere inguine e cosce dal corpo pendono tre coppie di piastre curve. Tutti questi pezzi sono realizzati in lamina di bronzo battuto ed erano collegati con stringhe di pelle di bue in modo piuttosto mobile per consentire un grado di movimento adatto alla battaglia. La panoplia completa, quindi, era una armatura tubolare piuttosto ingombrante che proteggeva completamente il collo ed il tronco e si prolungava fino alle ginocchia. Sembra che la panoplia fosse completata da schinieri e copribraccia in bronzo dal momento che nella tomba di Dendra furono ritrovati frammenti di tali protezioni. Furono rinvenute inoltre schegge di zanne di cinghiale che anticamente costituivano un elmo.
Anche i soldati dipinti su un famoso cratere eseguito a Micene nel 1200 a.C. circa indossano armature complete. Tuttavia questo tipo di armatura è diverso: può trattarsi o di un corsetto in pelle lungo tutto il corpo, con un grembiule di cuoio a frange che arrivava a metà coscia ed eventuali spallacci, molto simile alla protezione indossata dai Popoli del Mare raffigurata nel tempio funerario di Ramesse III a Medinet Habu, nel basso Egitto, o di una corazza "a campana" composta da lamine di bronzo battuto, un tipo di armatura di cui si è attestato l'utilizzo anche nel resto dell'Europa centrale in quel periodo.